# Antonio II Martinengo di Padernello

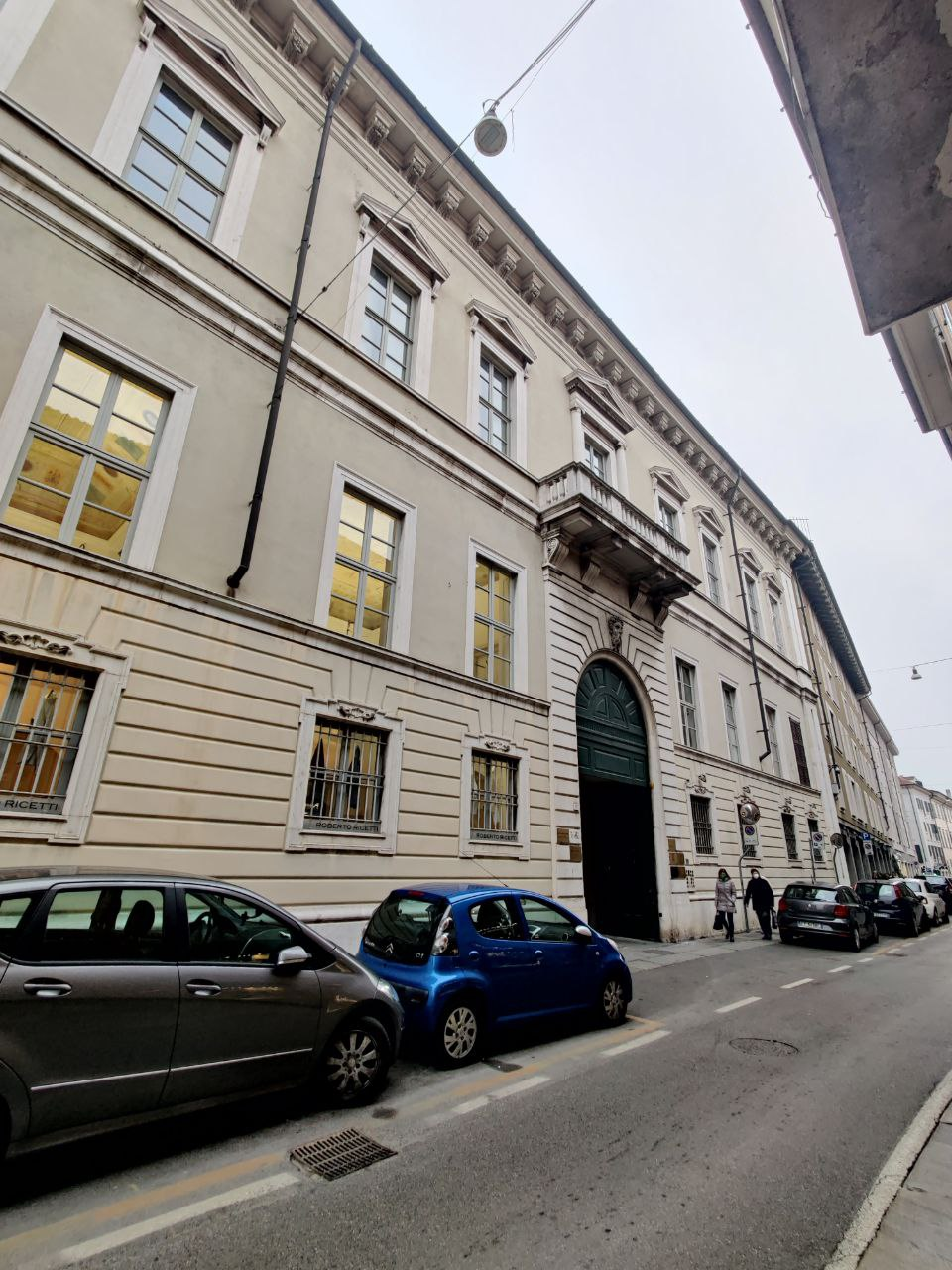
Brescia, Palazzo Martinengo di Padernello Salvadego

Antonio II Martinengo di Padernello (Brescia, 1494 – Brescia, 18 aprile 1528) è stato un militare italiano.

## Biografia
Era figlio di Bernardino Martinengo di Padernello e di Rizzarda di Collalto.
Entrò diciottenne al servizio dell'esercito veneziano. Nel febbraio 1512 partecipò alla congiura del suo parente Luigi Avogadro, volta ad aprire le porte delle città di Brescia alle forze della Repubblica di Venezia, ma venne fatto prigioniero e liberato solo ad aprile dello stesso anno.
Nel marzo 1516 venne inviato alla difesa Asola che subì un lungo assedio da parte degli imperiali e si batté valorosamente per quattro lunghi giorni.
A causa del suo carattere violento si attirò molti nemici. Nell'aprile del 1528 venne assassinato a Brescia nel suo palazzo dal cugino conte Scipione Martinengo della Motella e dai nobili Ottavio Provaglio e Panfilo Lana.

## Discendenza
Antonio sposò la contessa Cavazzi della Somaglia, uccisa dal marito nel gennaio 1522. Ebbero tre figli:
- Girolamo (1519-1570)
- Achille
- Rizzarda.

Sposò in seconde nozze nel 1525 Ludovica Torelli di Guastalla, vedova del conte Lodovico Stanga di Cremona.